# Octopus (geslacht)
Octopus is een geslacht van inktvissen uit de familie van Octopodidae.

## Soorten
- Octopus alecto Berry, 1953
- Octopus argus F. Krauss, 1848
- Octopus australis Hoyle, 1885
- Octopus balboai Voss, 1971
- Octopus berenice Gray, 1849
- Octopus berrima Stranks & Norman, 1992
- Octopus bimaculatus Verrill, 1883
- Octopus bimaculoides Pickford & McConnaughey, 1949
- Octopus bocki Adam, 1941
- Octopus briareus Robson, 1929
- Octopus bulbus Norman, 2001
- Octopus californicus (Berry, 1911)
- Octopus campbelli (E. A. Smith, 1902)
- Octopus chierchiae Jatta, 1889
- Octopus conispadiceus (Sasaki, 1917)
- Octopus cyanea Gray, 1849
- Octopus diminutus Kaneko & Kubodera, 2008
- Octopus favonius Gray, 1849
- Octopus fitchi Berry, 1953
- Octopus gardineri (Hoyle, 1905)
- Octopus gorgonus Huffard, 2007
- Octopus harpedon Norman, 2001
- Octopus hattai (Sasaki, 1929)
- Octopus hawaiiensis Eydoux & Souleyet, 1852
- Octopus hongkongensis (Hoyle, 1885)
- Octopus hubbsorum Berry, 1953
- Octopus humilis Huffard, 2007
- Octopus hummelincki Adam, 1936
- Octopus huttoni (Benham, 1943)
- Octopus incella Kaneko & Kubodera, 2007
- Octopus insularis Leite & Haimovici in Leite, Haimovici, Molina & Warnke, 2008
- Octopus jollyorum A. Reid & N. G. Wilson, 2015
- Octopus joubini Robson, 1929
- Octopus kaharoa O'Shea, 1999
- Octopus kapalae Mitchell & A. Reid, 2017
- Octopus kaurna Stranks, 1990
- Octopus laqueus Kaneko & Kubodera, 2005
- Octopus mariles Huffard, 2007
- Octopus maya Voss & Solís, 1966
- Octopus mernoo O'Shea, 1999
- Octopus microphthalmus Goodrich, 1896
- Octopus micropyrsus Berry, 1953
- Octopus micros Norman, 2001
- Octopus mimus Gould, 1852
- Octopus minor (Sasaki, 1920)
- Octopus mutilans Taki, 1942
- Octopus nanus Adam, 1973
- Octopus occidentalis Steenstrup in Hoyle, 1886
- Octopus oculifer (Hoyle, 1904)
- Octopus oliveri (Berry, 1914)
- Octopus pallidus Hoyle, 1885
- Octopus parvus (Sasaki, 1917)
- Octopus penicillifer Berry, 1954
- Octopus pumilus Norman & Sweeney, 1997
- Octopus pyrum Norman, Hochberg & Lu, 1997
- Octopus rubescens Berry, 1953
- Octopus salutii Vérany, 1836
- Octopus sanctaehelenae Robson, 1929
- Octopus selene Voss, 1971
- Octopus sinensis d'Orbigny, 1834
- Octopus stictochrus Voss, 1971
- Octopus superciliosus Quoy & Gaimard, 1832
- Octopus taganga Guerrero-Kommritz & Camelo-Guarin, 2016
- Octopus tayrona Guerrero-Kommritz & Camelo-Guarin, 2016
- Octopus tehuelchus d'Orbigny [in Férussac & d'Orbigny], 1834
- Octopus tetricus Gould, 1852
- Octopus veligero Berry, 1953
- Octopus verrucosus Hoyle, 1885
- Octopus vitiensis Hoyle, 1885
- Octopus vulgaris Cuvier, 1797
- Octopus warringa Stranks, 1990
- Octopus wolfi (Wülker, 1913)
- Octopus zonatus Voss, 1968

### Taxon inquirendum
- Octopus alatus (Sasaki, 1920)
- Octopus aranea d'Orbigny, 1834
- Octopus araneoides Taki, 1964
- Octopus arborescens Hoyle, 1904
- Octopus cephea Gray, 1849
- Octopus chuni Grimpe, 1922
- Octopus ciliatus Rang, 1837
- Octopus filamentosus Blainville, 1826
- Octopus fujitai Sasaki, 1929
- Octopus globosus Appellöf, 1886
- Octopus hoeki Joubin, 1898
- Octopus hyalinus Rang, 1837
- Octopus inconspicuus Brock, 1887
- Octopus longispadiceus (Sasaki, 1917)
- Octopus madokai Berry, 1921
- Octopus medoria Gray, 1849
- Octopus monterosatoi Fra Piero, 1895
- Octopus moschites Carus, 1824
- Octopus nanhaiensis Dong, 1976
- Octopus niveus Lesson, 1831
- Octopus ochotensis (Sasaki, 1920)
- Octopus oshimai (Sasaki, 1929)
- Octopus peronii Lesueur, 1821
- Octopus prashadi Adam, 1939
- Octopus pricei Berry, 1913
- Octopus saphenia Gray, 1849
- Octopus sasakii Taki, 1942
- Octopus spinosus Sasaki, 1920
- Octopus tenuipulvinus Sasaki, 1920
- Octopus tsugarensis Sasaki, 1920
- Octopus validus Sasaki, 1920
- Octopus variabilis (Sasaki, 1929)
- Octopus ventricosus Grant, 1827
- Octopus venustus Rang, 1837
- Octopus yendoi (Sasaki, 1920)

### Nomen dubium
- Octopus alberti Joubin, 1895
- Octopus amboinensis Brock, 1887
- Octopus bandensis Hoyle, 1885
- Octopus brevipes d'Orbigny, 1835
- Octopus caerulescens Blainville, 1826
- Octopus capensis Souleyet, 1852
- Octopus cordiformis Quoy & Gaimard, 1832
- Octopus cornutus Owen, 1881
- Octopus dubius Souleyet, 1852
- Octopus elegans Brock, 1887
- Octopus fusiformis Brock, 1887
- Octopus hyadesi Rochebrune & Mabille, 1889
- Octopus incertus Targioni-Tozzetti, 1869
- Octopus machikii Brock, 1887
- Octopus mollis Gould, 1852
- Octopus pentherinus Rochebrune & Mabille, 1889
- Octopus pictus Blainville, 1826
- Octopus pusillus Gould, 1852
- Octopus pustulosus Blainville, 1826
- Octopus teuthoides Robson, 1929
- Octopus variolatus Blainville, 1826
- Octopus verrilli Hoyle, 1886

### Synoniemen
- Octopus (Abdopus) Norman & Finn, 2001 => Abdopus Norman & Finn, 2001
- Octopus (Abdopus) aculeatus d'Orbigny [in Férussac & d'Orbigny], 1834 => Abdopus aculeatus (d'Orbigny [in Férussac & d'Orbigny], 1834)
- Octopus (Abdopus) capricornicus Norman & Finn, 2001 => Abdopus capricornicus (Norman & Finn, 2001)
- Octopus (Macroctopus) Robson, 1928 => Macroctopus Robson, 1928
- Octopus (Macrotritopus) Grimpe, 1922 => Macrotritopus Grimpe, 1922
- Octopus (Macrotritopus) danae Joubin & Robson, 1929 => Scaeurgus unicirrhus (Delle Chiaje [in FéruOctopus vulgarisssac & d'Orbigny], 1841)
- Octopus (Macrotritopus) equivocus Robson, 1929 => Macrotritopus equivocus (Robson, 1929)
- Octopus (Philonexis) d'Orbigny, 1835 => Tremoctopus delle Chiaje, 1830
- Octopus (Philonexis) atlanticus d'Orbigny, 1835 => Tremoctopus violaceus delle Chiaje, 1830
- Octopus (Philonexis) eylais d'Orbigny [in Férussac & d'Orbigny], 1834 => Cranchia scabra Leach, 1817
- Octopus (Philonexis) quoyanus d'Orbigny, 1834 => Tremoctopus violaceus delle Chiaje, 1830
- Octopus abaculus Norman & Sweeney, 1997 => Abdopus abaculus (Norman & Sweeney, 1997)
- Octopus aculeatus d'Orbigny [in Férussac & d'Orbigny], 1834 => Abdopus aculeatus (d'Orbigny [in Férussac & d'Orbigny], 1834)
- Octopus adamsi Benham, 1944 => Octopus huttoni (Benham, 1943)
- Octopus aegina Gray, 1849 => Amphioctopus aegina (Gray, 1849)
- Octopus albus Rafinesque, 1814 => Octopus vulgaris Cuvier, 1797
- Octopus alderii Vérany, 1851 => Callistoctopus macropus (Risso, 1826)
- Octopus alphaeus => Callistoctopus alpheus (Norman, 1993)
- Octopus alpheus Norman, 1993 => Callistoctopus alpheus (Norman, 1993)
- Octopus americanus Froriep, 1806 => Octopus vulgaris Cuvier, 1797
- Octopus apollyon (Berry, 1912) => Enteroctopus dofleini (Wülker, 1910)
- Octopus arcticus Prosch, 1849 => Bathypolypus arcticus (Prosch, 1849)
- Octopus areolatus de Haan [in Férussac & d'Orbigny], 1839-1841 => Amphioctopus fangsiao (d'Orbigny [in Férussac & d'Orbigny], 1839-1841)
- Octopus aspilosomatis Norman, 1993 => Callistoctopus aspilosomatis (Norman, 1993)
- Octopus bairdii Verrill, 1873 => Bathypolypus bairdii (Verrill, 1873)
- Octopus bakerii d'Orbigny, 1826 => Octopus americanus Montfort, 1802
- Octopus bermudensis Hoyle, 1885 => Callistoctopus furvus (Gould, 1852)
- Octopus bitentaculatus Risso, 1854 => Octopus vulgaris Cuvier, 1797
- Octopus brevitentaculatus Blainville, 1826 => Octopus vulgaris Cuvier, 1797
- Octopus brocki Ortmann, 1888 => Amphioctopus fangsiao (d'Orbigny [in Férussac & d'Orbigny], 1839-1841)
- Octopus bunurong Stranks, 1990 => Callistoctopus bunurong (Stranks, 1990)
- Octopus burryi Voss, 1950 => Amphioctopus burryi (Voss, 1950)
- Octopus carenae Vérany, 1839 => Ocythoe tuberculata Rafinesque, 1814
- Octopus carolinensis Verrill, 1884 => Amphioctopus carolinensis (Verrill, 1884)
- Octopus cassiopea Gray, 1849 => Octopus vulgaris Cuvier, 1797
- Octopus cassiopeia Gray, 1849 => Octopus cassiopea Gray, 1849
- Octopus catenulatus Philippi, 1844 => Ocythoe tuberculata Rafinesque, 1814
- Octopus chromatus Heilprin, 1888 => Callistoctopus furvus (Gould, 1852)
- Octopus cirrhosus Lamarck, 1798 => Eledone cirrhosa (Lamarck, 1798)
- Octopus cocco Risso, 1854 => Scaeurgus unicirrhus (Delle Chiaje [in Férussac & d'Orbigny], 1841)
- Octopus cocco Vérany, 1846 => Pteroctopus tetracirrhus (Delle Chiaje, 1830)
- Octopus coerulescentes Fra Piero, 1895 => Octopus vulgaris Cuvier, 1797
- Octopus communis Park, 1885 => Macroctopus maorum (Hutton, 1880)
- Octopus cuvieri d'Orbigny [in Férussac & d'Orbigny], 1826 => Callistoctopus lechenaultii (d'Orbigny [in Férussac & d'Orbigny], 1826)
- Octopus dana => Octopus defilippi var. dama Robson, 1929
- Octopus defilippi Vérany, 1851 => Macrotritopus defilippi (Vérany, 1851)
- Octopus didynamus Rafinesque, 1814 => Callistoctopus macropus (Risso, 1826)
- Octopus dierythraeus Norman, 1993 => Callistoctopus dierythraeus (Norman, 1993)
- Octopus digueti Perrier & Rochebrune, 1894 => Paroctopus digueti (Perrier & Rochebrune, 1894)
- Octopus dofleini (Wülker, 1910) => Enteroctopus dofleini (Wülker, 1910)
- Octopus dollfusi Robson, 1928 => Amphioctopus aegina (Gray, 1849)
- Octopus duplex Hoyle, 1885 => Octopus superciliosus Quoy & Gaimard, 1832
- Octopus equivocus Robson, 1929 => Macrotritopus equivocus (Robson, 1929)
- Octopus ergasticus P. Fischer & H. Fischer, 1892 => Bathypolypus ergasticus (P. Fischer & H. Fischer, 1892)
- Octopus eudora Gray, 1849 => Octopus americanus Montfort, 1802
- Octopus exannulatus Norman, 1993 => Amphioctopus exannulatus (Norman, 1993)
- Octopus fangsiao d'Orbigny [in Férussac & d'Orbigny], 1839-1841 => Amphioctopus fangsiao (d'Orbigny [in Férussac & d'Orbigny], 1839-1841)
- Octopus fasciatus (Hoyle, 1886) => Hapalochlaena fasciata (Hoyle, 1886)
- Octopus filosus Howell, 1868 => Octopus hummelincki Adam, 1936
- Octopus fimbriatus Ruppel [in Férussac & d'Orbigny], 1841 => Abdopus horridus (d'Orbigny, 1826)
- Octopus flindersi Cotton, 1932 => Macroctopus maorum (Hutton, 1880)
- Octopus fontanianus d'Orbigny, 1835 => Robsonella fontanianus (d'Orbigny, 1835)
- Octopus frayedus Rafinesque, 1814 => Callistoctopus macropus (Risso, 1826)
- Octopus furvus Gould, 1852 => Callistoctopus furvus (Gould, 1852)
- Octopus geryonea Gray, 1849 => Octopus americanus Montfort, 1802
- Octopus gibbsi O'Shea, 1999 => Octopus tetricus Gould, 1852
- Octopus gilbertianus (Berry, 1912) => Enteroctopus dofleini (Wülker, 1910)
- Octopus glaber Wülker, 1920 => Octopus cyanea Gray, 1849
- Octopus gracilis Souleyet, 1852 => Tremoctopus gracilis (Souleyet, 1852)
- Octopus gracilis Verrill, 1884 => Macrotritopus equivocus (Robson, 1929)
- Octopus granosus Blainville, 1826 => Callistoctopus macropus (Risso, 1826)
- Octopus granulatus Lamarck, 1798 => Amphioctopus granulatus (Lamarck, 1798)
- Octopus graptus Norman, 1993 => Callistoctopus graptus (Norman, 1993)
- Octopus groenlandicus Steenstrup, 1856 => Bathypolypus arcticus (Prosch, 1849)
- Octopus guangdongensis Dong, 1976 => Abdopus guangdongensis (Dong, 1976)
- Octopus hardwickei Gray, 1849 => Amphioctopus aegina (Gray, 1849)
- Octopus harmandi Rochebrune, 1882 => Abdopus aculeatus (d'Orbigny [in Férussac & d'Orbigny], 1834)
- Octopus herdmani Hoyle, 1904 => Octopus cyanea Gray, 1849
- Octopus heteropus Rafinesque, 1814 => Octopus vulgaris Cuvier, 1797
- Octopus horridus d'Orbigny, 1826 => Abdopus horridus (d'Orbigny, 1826)
- Octopus horsti Joubin, 1898 => Octopus cyanea Gray, 1849
- Octopus hoylei (Berry, 1909) => Pteroctopus hoylei (Berry, 1909)
- Octopus indicus Rapp [in Férussac & d'Orbigny], 1835 => Cistopus indicus (Rapp [in Férussac & d'Orbigny], 1835)
- Octopus januarii Hoyle, 1885 => Muusoctopus januarii (Hoyle, 1885)
- Octopus kagoshimensis Ortmann, 1888 => Amphioctopus kagoshimensis (Ortmann, 1888)
- Octopus kempi (Robson, 1929) => Macrotritopus defilippi (Vérany, 1851)
- Octopus kermadecensis (Berry, 1914) => Callistoctopus kermadecensis (Berry, 1914)
- Octopus koellikeri Vérany, 1851 => Tremoctopus violaceus delle Chiaje, 1830
- Octopus lechenaultii d'Orbigny [in Férussac & d'Orbigny], 1826 => Callistoctopus lechenaultii (d'Orbigny [in Férussac & d'Orbigny], 1826)
- Octopus leioderma (Berry, 1911) => Benthoctopus leioderma (Berry, 1911)
- Octopus lentus Verrill, 1880 => Bathypolypus bairdii (Verrill, 1873)
- Octopus leschenaultii [sic] => Octopus lechenaultii d'Orbigny [in Férussac & d'Orbigny], 1826
- Octopus leucoderma San Giovanni, 1829 => Eledone leucoderma (San Giovanni, 1829)
- Octopus levis Hoyle, 1885 => Muusoctopus levis (Hoyle, 1885)
- Octopus lobensis Castellanos & Menni, 1969 => Octopus tehuelchus d'Orbigny [in Férussac & d'Orbigny], 1834
- Octopus lothei Chun, 1913 => Bathypolypus ergasticus (P. Fischer & H. Fischer, 1892)
- Octopus lunulatus Quoy & Gaimard, 1832 => Hapalochlaena lunulata (Quoy & Gaimard, 1832)
- Octopus luteus (Sasaki, 1929) => Callistoctopus luteus (Sasaki, 1929)
- Octopus macropodus San Giovanni, 1829 => Callistoctopus macropus (Risso, 1826)
- Octopus macropus Risso, 1826 => Callistoctopus macropus (Risso, 1826)
- Octopus maculatus Rafinesque, 1814 => Octopus vulgaris Cuvier, 1797
- Octopus maculosus Hoyle, 1883 => Hapalochlaena maculosa (Hoyle, 1883)
- Octopus magnificus Villanueva, Sánchez & Compagno Roeleveld, 1992 => Enteroctopus magnificus (Villanueva, Sánchez & Compagno Roeleveld, 1992)
- Octopus maorum Hutton, 1880 => Macroctopus maorum (Hutton, 1880)
- Octopus marginatus Taki, 1964 => Amphioctopus marginatus (Taki, 1964)
- Octopus marmoratus Hoyle, 1885 => Octopus cyanea Gray, 1849
- Octopus megalocyathus Gould, 1852 => Enteroctopus megalocyathus (Gould, 1852)
- Octopus megalops (Taki, 1964) => Octopus hongkongensis (Hoyle, 1885)
- Octopus membranaceus Quoy & Gaimard, 1832 => Amphioctopus membranaceus (Quoy & Gaimard, 1832)
- Octopus mercatoris Adam, 1937 => Paroctopus mercatoris (Adam, 1937)
- Octopus microstomus Reynaud, 1830 => Tremoctopus violaceus delle Chiaje, 1830
- Octopus moschatus Rafinesque, 1814 => Octopus vulgaris Cuvier, 1797
- Octopus moschatus Lamarck, 1798 => Eledone moschata (Lamarck, 1798)
- Octopus mototi Norman, 1993 => Amphioctopus mototi (Norman, 1993)
- Octopus neglectus Nateewathana & Norman, 1999 => Amphioctopus neglectus (Nateewathana & Norman, 1999)
- Octopus nierstraszi Adam, 1938 => Hapalochlaena nierstraszi (Adam, 1938)
- Octopus nierstrazi => Octopus nierstraszi Adam, 1938
- Octopus niger Risso, 1854 => Octopus vulgaris Cuvier, 1797
- Octopus niger Rafinesque, 1814 => Octopus vulgaris Cuvier, 1797
- Octopus nocturnus Norman & Sweeney, 1997 => Callistoctopus nocturnus (Norman & Sweeney, 1997)
- Octopus obesus Verrill, 1880 => Bathypolypus bairdii (Verrill, 1873)
- Octopus ocellatus Gray, 1849 => Amphioctopus fangsiao (d'Orbigny [in Férussac & d'Orbigny], 1839-1841)
- Octopus octopodia Tryon, 1879 => Octopus vulgaris Cuvier, 1797
- Octopus ornatus Gould, 1852 => Callistoctopus ornatus (Gould, 1852)
- Octopus ovulum Sasaki, 1917 => Amphioctopus ovulum (Sasaki, 1917)
- Octopus patagonicus Lönnberg, 1898 => Enteroctopus megalocyathus (Gould, 1852)
- Octopus pictus Brock, 1882 => Hapalochlaena maculosa (Hoyle, 1883)
- Octopus pictus Verrill, 1883 => Octopus verrilli Hoyle, 1886
- Octopus pilosus Risso, 1826 => Octopus vulgaris Cuvier, 1797
- Octopus piscatorum Verrill, 1879 => Bathypolypus bairdii (Verrill, 1873)
- Octopus polyzenia Gray, 1849 => Amphioctopus polyzenia (Gray, 1849)
- Octopus pulcher Brock, 1887 => Amphioctopus pulcher (Brock, 1887)
- Octopus punctatus Gabb, 1862 => Enteroctopus dofleini (Wülker, 1910)
- Octopus pustulosus Sasaki, 1920 => Octopus madokai Berry, 1921
- Octopus rabassin Risso, 1854 => Octopus vulgaris Cuvier, 1797
- Octopus rapanui Voss, 1979 => Callistoctopus rapanui (Voss, 1979)
- Octopus reticularis Petagna [in Monticelli], 1828 => Ocythoe tuberculata Rafinesque, 1814
- Octopus rex Nateewathana & Norman, 1999 => Amphioctopus rex (Nateewathana & Norman, 1999)
- Octopus robsoni Adam, 1941 => Amphioctopus robsoni (Adam, 1941)
- Octopus robustus Brock, 1887 => Hapalochlaena fasciata (Hoyle, 1886)
- Octopus roosevelti Stuart, 1941 => Octopus oculifer (Hoyle, 1904)
- Octopus ruber Rafinesque, 1814 => Octopus vulgaris Cuvier, 1797
- Octopus rufus Risso, 1854 => Scaeurgus unicirrhus (Delle Chiaje [in Férussac & d'Orbigny], 1841)
- Octopus rugosus (Bosc, 1792) => Octopus vulgaris Cuvier, 1797
- Octopus salebrosus Sasaki, 1920 => Sasakiopus salebrosus (Sasaki, 1920)
- Octopus saluzzii Naef, 1923 => Octopus salutii Vérany, 1836
- Octopus saluzzii Vérany, 1840 => Octopus salutii Vérany, 1836
- Octopus scorpio (Berry, 1920) => Macrotritopus scorpio (Berry, 1920)
- Octopus semipalmatus Owen, 1836 => Tremoctopus violaceus delle Chiaje, 1830
- Octopus siamensis Nateewathana & Norman, 1999 => Amphioctopus siamensis (Nateewathana & Norman, 1999)
- Octopus smedleyi Robson, 1932 => Amphioctopus aegina (Gray, 1849)
- Octopus sponsalis P. Fischer & H. Fischer, 1892 => Bathypolypus sponsalis (P. Fischer & H. Fischer, 1892)
- Octopus striolatus Dong, 1976 => Amphioctopus marginatus (Taki, 1964)
- Octopus taprobanensis Robson, 1926 => Callistoctopus taprobanensis (Robson, 1926)
- Octopus tenebricus Smith, 1884 => Abdopus tenebricus (E. A. Smith, 1884)
- Octopus tenuicirrus Sasaki, 1929 => Octopus hongkongensis (Hoyle, 1885)
- Octopus tetracirrhus Delle Chiaje, 1830 => Pteroctopus tetracirrhus (Delle Chiaje, 1830)
- Octopus tetradynamus Rafinesque, 1814 => Octopus vulgaris Cuvier, 1797
- Octopus titanotus Troschel, 1857 => Pteroctopus tetracirrhus (Delle Chiaje, 1830)
- Octopus tonganus Hoyle, 1885 => Abdopus tonganus (Hoyle, 1885)
- Octopus tritentaculatus Risso, 1854 => Octopus vulgaris Cuvier, 1797
- Octopus troscheli Targioni-Tozzetti, 1869 => Octopus vulgaris Cuvier, 1797
- Octopus troschelii Targioni-Tozzetti, 1869 => Octopus vulgaris Cuvier, 1797
- Octopus tuberculatus Risso, 1854 => Ocythoe tuberculata Rafinesque, 1814
- Octopus tuberculatus Targioni-Tozzetti, 1869 => Octopus vulgaris Cuvier, 1797
- Octopus tuberculatus Blainville, 1826 => Octopus vulgaris Cuvier, 1797
- Octopus unicirrhus Delle Chiaje [in Férussac & d'Orbigny], 1841 => Scaeurgus unicirrhus (Delle Chiaje [in Férussac & d'Orbigny], 1841)
- Octopus varunae Oommen, 1971 => Amphioctopus varunae (Oommen, 1971)
- Octopus velatus Rang, 1837 => Tremoctopus violaceus delle Chiaje, 1830
- Octopus velifer de Férussac, 1835 => Tremoctopus violaceus delle Chiaje, 1830
- Octopus veranyi R. Wagner, 1828 => Ocythoe tuberculata Rafinesque, 1814
- Octopus vincenti Pickford, 1955 => Amphioctopus burryi (Voss, 1950)
- Octopus violaceus Risso, 1854 => Ocythoe tuberculata Rafinesque, 1814
- Octopus westerniensis d'Orbigny, 1834 => Octopus superciliosus Quoy & Gaimard, 1832
- Octopus winckworthi Robson, 1926 => Macrochlaena winckworthi (Robson, 1926)